# Victor Talking Machine Company
La Victor Talking Machine Company va ser una companyia discogràfica que va existir des de 1901 a 1930, any que va ser venuda a la RCA. Va ser líder en la indústria del gramòfon i en les gravacions en disc en Estats Units i una de les dominants mundials. Tenia seu a Camden, Nova Jersey, Estats Units.

## Història
La fundació de la Victor Talking Machine Company es remunta a finals dels anys 1880, quan un empresari creatiu anomenat Emile Berliner va inventar el fonògraf plana de massa-produïble. Edison havia inventat el fonògraf de cilindre en 1877, però no hi havia manera pràctica de cilindres en sèrie duplicat en aquest moment. El disseny va permetre còpies disc pla que es facin en la forma d'una premsa d'impressió. Berliner va preguntar Eldridge Johnson, l'amo d'una botiga de màquina petita a Camden, Nova Jersey, perquè l'ajudés en el desenvolupament i fabricació d'un motor de ressort de la ferida de baix cost per al seu fonògraf. Després d'una complexa sèrie de violacions de patents, disputes legals i demandes, Berliner va ser severament restringit per la venda dels seus productes als EUA, i posteriorment es va traslladar al Canadà. Després va treure la pols i seguint una certa reorganització legal, laVictor Talking Machine Company va ser fundada oficialment per Johnson en 1901.

## Nom i logotip

### Origen del nom “Victor”
Hi ha certa controvèrsia sobre l'origen del nom de la companyia. Segons Fred Barnum, hi ha almenys quatre històries sobre l'origen de Víctor. Una de d'elles diu que Johnson considerava el seu gramòfon, tant en l'àmbit empresarial com el científic, una “victòria”. Una altra diu que ell va sorgir com el “victoriós” dels llargs i costosos problemes de patents que envoltaven a berliner i al Zonophone de Frank Seaman. Una tercera història explica que el company de Johnson, Leon Douglass, el va derivar del nom de la seva esposa Victoria. L'última història diu que el nom va ser adoptat de la popular bicicleta Víctor que Johnson havia admirat per la seva enginyeria superior.

### La veu de l'amo (His Master’s Voice)
El His Master’s Voice original és una pintura que va ser feta en 1893 per Francis Barraud, que després de la mort del seu germà, un fotògraf londinenc, va rebre com a part de l'herència un fonògraf Edison-Bell de motor elèctric, un estoig amb cilindres i un gos fox terrier anomenat Nipper; Barraud va notar que al reproduir les gravacions de la veu del seu germà en el fonògraf, Nipper, s'apropava i es col·locava en front la trompeta escoltant atentament, amb el cap inclinat. Aquest fenomen va conduir a Francis a immortalitzar en un llenç l'escena, titulant així la pintura His Master’s Voice (La veu del seu amo). Per vendre la pintura Barraud la va modificar reemplaçant el fonògraf de cilindres per un gramòfon: amb cert angle de llum encara es pot veure el contorn del fonògraf Edison-Bell en la pintura original.

### Controvèrsia
El quadre original mostra a Nipper i a la màquina parlant sobre una superfície de fusta polida, generant una controvèrsia entre els historiadors, que es preguntaven a què corresponia aquesta superfície; ja que això va començar molt després de la mort de Barraud. Ell mai va fer cap comentari sobre a que corresponia la superfície, alguns suggereixen que podria ser el taüt del seu difunt creador, el germà de Barraud.

## Període d'enregistraments acústics

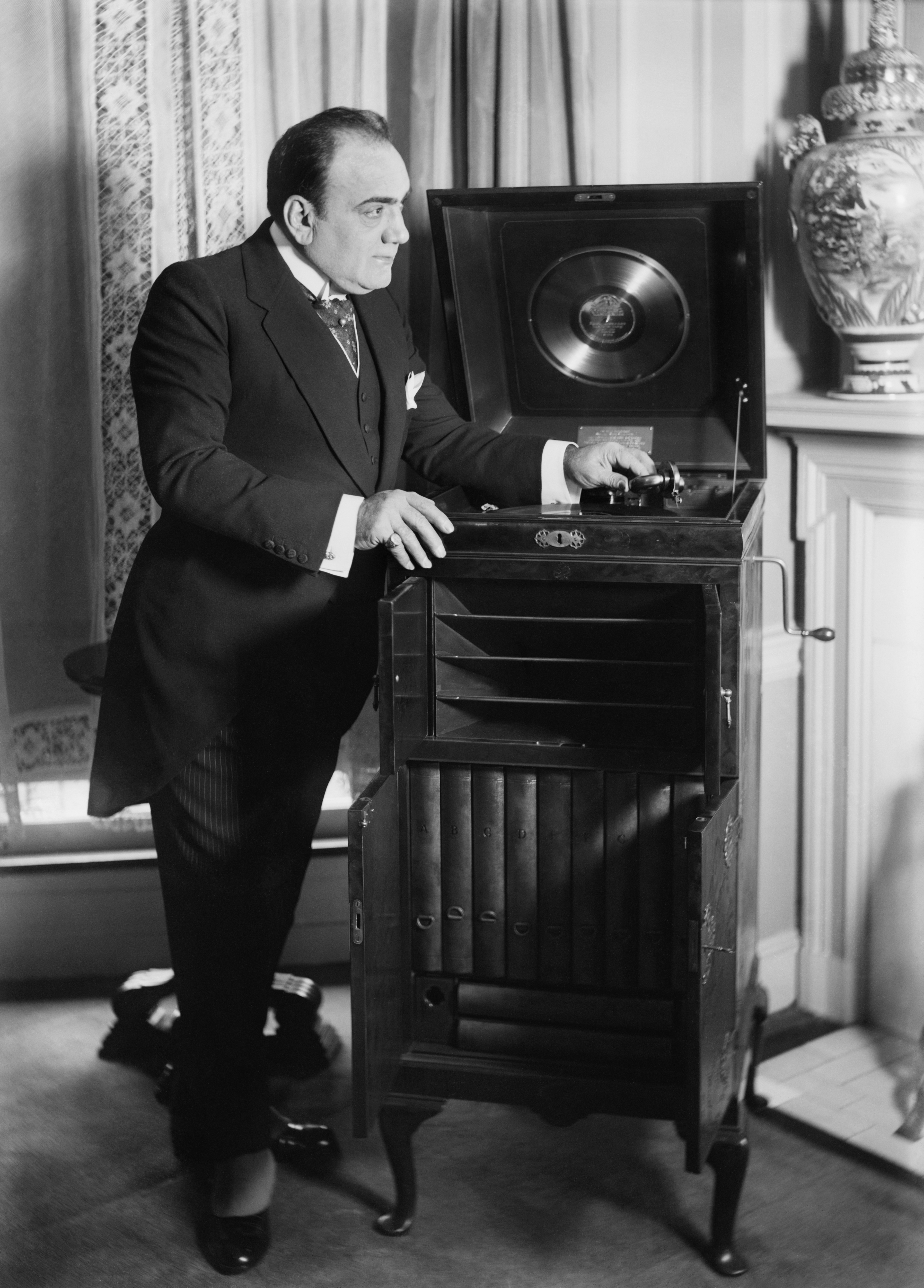
Enrico Caruso amb un Victrola personalitzat que li va regalar la Victor Company el 1918

Abans de 1925, l'enregistrament es feia amb el mateix mètode "acústic" purament mecànic i no electrònic utilitzat des de la invenció del fonògraf gairebé cinquanta anys abans. No hi havia cap micròfon implicat i no hi havia cap mitjà d'amplificació. La màquina d'enregistrament era essencialment un reproductor acústic de botzina (o campana) exposat que funcionava a l'inrevés. S'utilitzaven una o més campanes de metall amb forma d'embut per concentrar l'energia de les ones de so a l'aire en un diafragma de gravació, que era un disc de vidre prim amb uns dos centímetres de diàmetre sostinguts per juntes de goma al perímetre. El centre de so vibrant del diafragma estava vinculat a un punter de tall guiat per la superfície d'un disc de cera molt gruixut, gravant un solc modulat pel so a la seva superfície. La cera era massa suau per reproduir-la fins i tot una sola vegada sense danyar-la greument, tot i que, de vegades, es feien i es sacrificaven enregistraments de proves, tot tocant-les immediatament. El disc màster de cera s'enviava a una planta de processament on es galvanitzava per crear un "estampador" de metall negatiu utilitzat per modelar o impressionar rèpliques duradores de l'enregistrament de "galetes" de shellac. Encara que la qualitat del so es va anar millorant gradualment amb una sèrie de petites refinacions, el procés era intrínsecament insensible. Només es podien enregistrar fonts de so molt pròximes a la campana de gravació o molt fort, i fins i tot llavors els intents de i sobretons i sibilants necessaris per a una reproducció de so clara i detallada eren massa febles per registrar-se per damunt del soroll de fons. Les ressonàncies en les campanes de gravació i els components associats van donar com a resultat un característic "so de bany" que immediatament identifica un enregistrament acústic a un oïdor modern experimentat i sembla inseparable de la "música fonogràfica" als oients contemporanis.
Des del principi, Víctor va innovar en els processos de fabricació i aviat va arribar a la preeminència gravant artistes famosos. El 1903, va establir un procés trifàsic per a produir més estampadores i registres del que abans era possible. Després de millorar la qualitat dels discs i dels intèrprets, Johnson va iniciar un ambiciós projecte perquè els cantants i músics amb més prestigi del moment enregistressin a Victor, amb acords excloents sempre que fos possible. Fins i tot si aquests artistes exigissin els pagaments per drets d'autor que la companyia no podia esperar recuperar de les vendes dels seus enregistraments, Johnson sabia que a la llarga guanyaria els diners a partir de la promoció de la marca Victor. Aquestes noves gravacions de celebritats portaven etiquetes vermelles, i es van comercialitzar com registres de  Red Seal. Durant molts anys aquests registres eren d'una sola cara; l'any 1923 Victor va començar a oferir segells vermells en dues cares. Es van publicar innombrables anuncis d'estrelles de renom de les òperes i concert que gravaven només per a Victor. Com pretenia Johnson, gran part del públic comprador va assumir que Victor Records era superior.
En els primers anys de la companyia, Victor va publicar enregistraments a les etiquetes Victor, Monarch i De Luxe: els Victor eren discos de 7 polzades, els Monarch de 10 polzades i De Luxe de 12 polzades. De Luxe comptava amb discos especials de 14 polzades que es van comercialitzar breument entre 1903 i 1904. El 1905, totes les etiquetes i mides es van unificar sota l'etiqueta Victor.

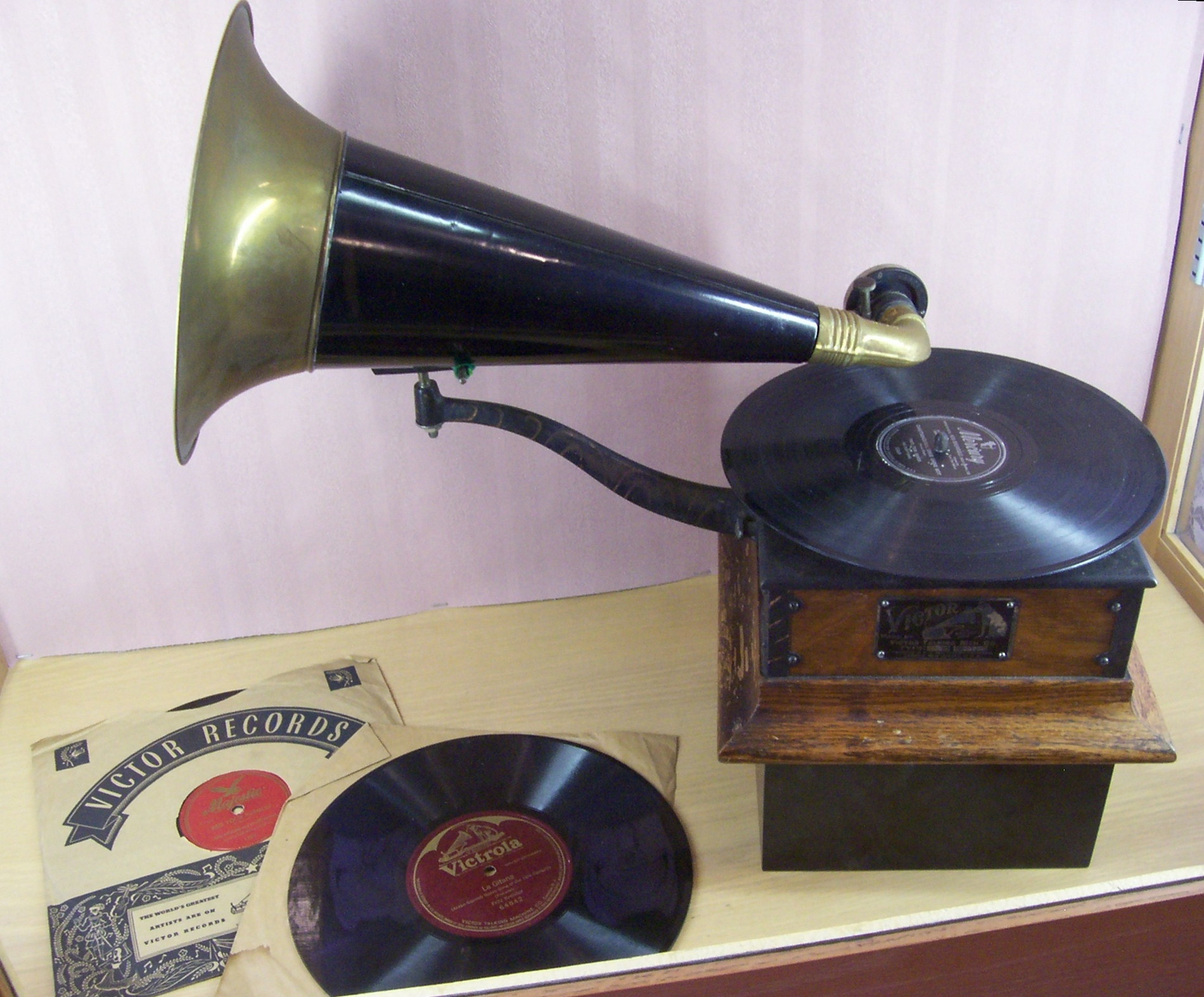
Un gramòfon Victor

Els enregistraments de Victor del famós tenor Enrico Caruso entre 1904 i 1920 van tenir un gran èxit. Sovint eren utilitzats pels minoristes per fer demostracions dels fonògrafs Victor; la riquesa, potència  i qualitat de la veu de Caruso va destacar la millor fidelitat de l'àudio de les primeres tecnologies mentre que els defectes es veien mínimament afectats. Fins i tot persones que mai havien escoltat òpera tenien un disc o dos de Caruso.
Victor va gravar nombrosos músics de clàssica, incloent Jascha Heifetz, Fritz Kreisler, Victor Herbert, Ignacy Jan Paderewski i Sergei Rachmaninoff en enregistrament als seus estudis de Camden, Nova Jersey i a Nova York. Rachmaninoff, concretament, esdevingué un dels primers compositors-intèrprets en enregistrar extensament; va gravar en exclusiva per a Victor entre els anys 1920 i 1942. La llarga associació entre Arturo Toscanini i Victor va començar el 1920, amb una sèrie d'enregistraments dirigint membres de l'orquestra de La Scala de Milà. Va enregistrar per a la companyia fins que es va retirar, l'any 1954.
Els primers discos de jazz i blues van ser gravats per Victor Talking Machine Company. La Victor Military Band va enregistrar el primer tema de blues, "The Memphis Blues", el 15 de juliol de 1914 a Camden, Nova Jersey. El 1917, The Original Dixieland Jazz Band enregistrava "Livery Stable Blues", i va popularitzar així la música de jazz.

## Període d'enregistraments elèctrics

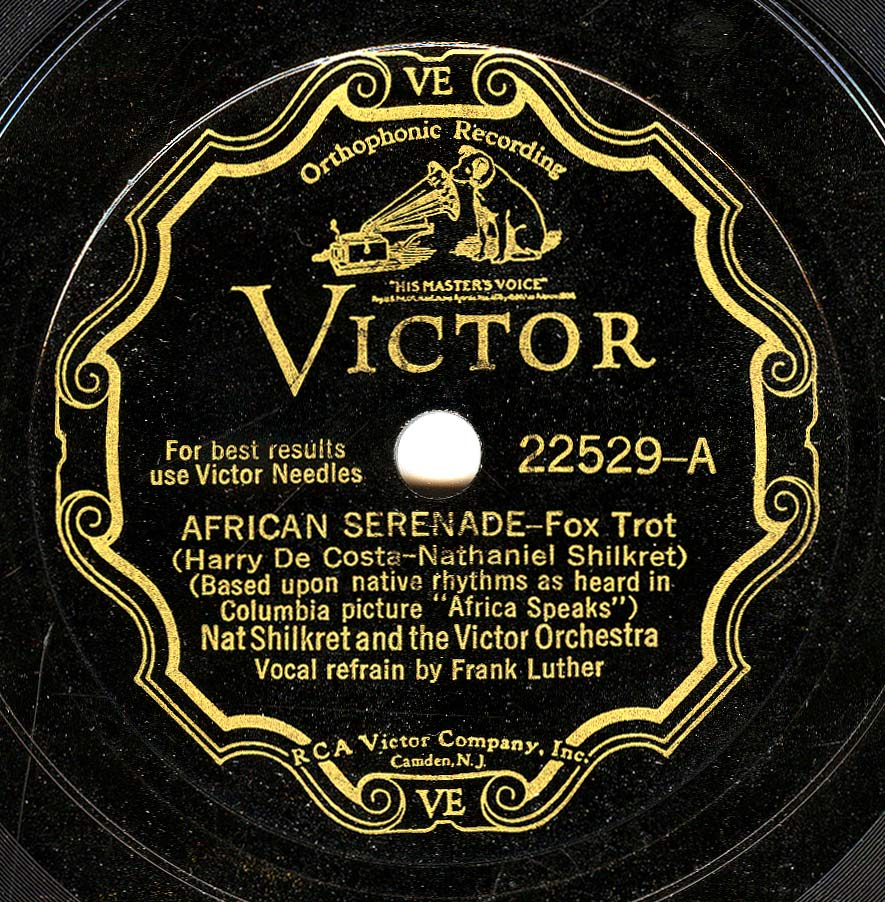
Etiqueta Victor de 1930, amb la banda de la companyia dirigida per Nathaniel Shilkret

L'aparició de la ràdio com a mitjà d'entreteniment domèstic a principis dels anys vint va presentar a Victor i a tota la indústria discogràfica nous reptes. No només es feia accessible la música a través de l'aire, sinó que es feien emissions en directe amb micròfons d'alta qualitat i s'escoltava amb un receptor d'alta qualitat que proporcionava un so més "natural" i més clar que un enregistrament contemporani. El 1925, Víctor va canviar del mètode acústic o mecànic d'enregistrament al nou sistema elèctric, basat en el micròfon desenvolupat per Western Electric. Víctor va anomenar la seva versió del procés millorat d'enregistrament de la fidelitat amb el nom "Orthophonic" i va vendre una nova línia de reproductors de discos, anomenada "Victory Orthophonic Victrolas", dissenyada científicament per interpretar aquests registres millorats. Els primers enregistraments elèctrics de Victor es van fer i es van emetre a la primavera de 1925. No obstant això, per crear suficients catàlegs per satisfer la demanda anticipada, i permetre als distribuïdors temps per liquidar les seves existències d'enregistraments acústics, Victor i el seu rival, Columbia, van acordar mantenir en secret de cara al públic, fins a finals de 1925, el fet que estiguessin realitzant els nous enregistraments elèctrics que oferirien una gran millora sobre els actualment disponibles.
Llavors, amb una gran campanya de màrqueting, Victor anunciava la nova tecnologia introduint les seves Orthophonic Victrolas en el "Victor Day", el 2 de novembre de 1925. referència ISBN 0-02-542960-4
El primer enregistrament elèctric comercialitzat per Victor va ser fet als estudis de Camden, Nova Jersey, el 26 de febrer de 1925. Un grup de vuit artistes populars de la casa, Billy Murray, Frank Banta, Henry Burr, Albert Campbell, Frank Croxton, John Meyer, Monroe Silver, i Rudy Wiedoeft es van reunir per a gravar "A Miniature Concert". es van fer diverses preses amb l'antiga tècnica acústica, i unes addicionals amb la nova tècnica elèctrica, per posar-los a prova. Els enregistraments elèctrics van sortir bé, i Victor va publicar els resultats aquell estiu amb un disc de 12 polzades, de dues cares i de 78rpm, amb el número 35753.
Victor va enregistrar ràpidament l'Orquestra de Filadèlfia dirigida per Stokowski als estudis de Camdem, i també a l'Acadèmia de Música de Filadèlfia. Entre els primers enregistraments elèctrics de Stokowski hi ha interpretacions de Dansa macabra de Camille Saint-Saëns i Marxa eslava de Pyotr Ilyich Tchaikovsky. Frederick Stock i l'Orquestra Simfònida de Chicago va fer una sèries de gravacions començant l'any 1925, primer als estudis de Victor a Chicago, i més endavant a la sala de l'orquestra. L'Orquestra Simfònica de San Francisco dirigida per Alfred Hertz va fer enregistraments acústics a principis de 1925, i van canviar cap als elèctrics a Oakland i San Francisco, Califòrnia, seguint fins al 1928. En pocs anys, Serge Koussevitzky començà una sèrie d'enregistraments amb l'Orquestra Simfònica de Boston a la seva sala de concerts. Toscanini va fer el primer enregistrament elèctric per a Victor amb l'Orquestra Filharmònica de Nova York el 1929.
Els orígens de la música country tal com el coneixem avui es poden traçar a dues influències seminals i una notable coincidència. Jimmie Rodgers i la família Carter són considerats els fundadors de la música country i les seves cançons van ser gravades per primera vegada en una històrica sessió d'enregistrament a Bristol, Tennessee (també coneguda com a Bristol Sessions) l'1 d'agost de 1927, on Ralph Peer era el caçatalents i l'enginyer de so de Victor.

## Adquisició de Radio Corporation of America
El 1926, Johnson va vendre el seu control (però no l'empresa) de la Victor Company al banc Seligman & Spyer, que el 1929 vendria la Victor a la Radio Corporation of America. Llavors es coneixeria breument com la divisió Radio-Victor de la Radio Corporation of America, després RCA Manufacturing Company, la RCA Victor Division i, el 1968, RCA Records. La majoria dels segells discogràfics van continuar mantenint només el nom "Victor" fins a l'any 1946, quan les etiquetes van canviar a "RCA Victor" i, finalment, a simplement "RCA" a finals de 1968. (Vegeu RCA i RCA Records per a la història posterior de la marca Victor.)

## Filials, socis i plantes
Víctor i els seus executius es van convertir en extremadament rics en la dècada de 1920 i, en fer-ho, van poder establir mercats fora de la base original d'operacions de Camden. Després d'haver establert un acord amb Emile Berliner per formar Victor Talking Machine Co, Berliner va ser enviat fora dels Estats Units per gestionar les restants participacions de la Gramophone Company (una empresa en què Victor era propietari d'una part significativa en part a causa d'acords de pactes de patents i l'èxit de Victor en les seves primeres dues dècades). Eventualment, això significava que Victor (a més de tenir estudis, oficines i plantes a Camden, Nova York, Los Angeles, Oakland, Chicago, Amèrica del Sud) també tenia interessos controladors a la Gramophone Company del Canadà i Anglaterra, així com Deutsche Gramophone Co. a Europa. Aviat, Víctor va formar la Victor Company of Japan (JVC), fundada el 1927. Quan Radio Corporation of America va adquirir la Victor, el Gramophone Co. a Anglaterra es va convertir en EMI donant a RCA un interès controlador en JVC, Columbia (Regne Unit) i EMI. Durant la Segona Guerra Mundial, JVC va trencar els vincles amb RCA Victor i avui segueix sent un dels segells discogràfics japonesos més antics i reeixits, així com un gegant electrònic. Mentrestant, RCA va vendre les seves accions restants a EMI durant aquest temps. Avui, la marca de "The Master's Voice" en música està dividida entre diverses companyies, incloent JVC (al Japó), HMV (al Regne Unit) i RCA (als Estats Units).

## Victrola i altres productes
El setembre del 1906, Víctor va introduir una nova línia de màquines reproductores amb la plataforma giratòria i l'amplificació dins d'un armari de fusta, la campana era completament invisible. Això no es va fer per raons de fidelitat de l'àudio, sinó per l'estètica visual. La intenció era produir un fonògraf que semblés menys una màquina i més un moble. Aquestes màquines amb l'amplificació interna, amb el nom de "Victrola", es van comercialitzar per primera vegada al públic el setembre d'aquell any i van ser un èxit immediat. Aviat va estar disponible una àmplia línia de Victrolas, que va des de petits models de taula venudes per 15 dòlars, i una gran gamma de mides i dissenys d'armaris destinats a combinar amb la decoració de les llars de classe mitjana en el rang  entre 100 i 250 dòlars, i algun model fins a 600 dòlars, com el Chippendale i Queen Anne, que eren armaris de fusta fina amb acabats d'or dissenyats per entrar a mansions elegants. Victrolas es va convertir, de llarg, en el fonògraf i gramòfon més estès, i es va vendre molt fins a finals dels anys vint. RCA Víctor va continuar comercialitzant reproductors sota el nom de Victrola fins a finals de la dècada de 1960.
Altres productes de Victor incloïen l'Electrola (un gravador electrificat), Radiola (una ràdio sovint emparellada amb un gramòfon que era una empresa associada amb RCA abans de l'adquisició de la companyia), i instruments musicals (incloent el primer instrument electrònic, el theremin).